# Josiane Vanhuysse
 (juillet 2019).
Si vous disposez d'ouvrages ou d'articles de référence ou si vous connaissez des sites web de qualité traitant du thème abordé ici, merci de compléter l'article en donnant les références utiles à sa vérifiabilité et en les liant à la section « Notes et références ».
Josiane Vanhuysse née le 10 janvier 1953 à Wervicq, est une cycliste belge.

## Palmarès sur route
- 1985
  -  Championne de Belgique sur route
  - 5e étape du Tour de France féminin
- 1986
  - 2e du championnat de Belgique sur route
- 1994
  - Le Bizet
  - Ruddervoorde
- 1995
  - Zepperen
  - Lummen